# Luisa Banti
Luisa Banti (Florencia, 13 de julio de 1894-Florencia, 17 de febrero de 1978) fue una arqueóloga y escritora italiana.

## Biografía
Nacida en una familia culta y rica, era hija de Guido Banti, un patólogo, y de Pia Pestellini. Superando la resistencia de su familia, que no estaba a favor de los estudios científicos para las mujeres, estudió literatura antigua en la Universidad de Florencia, donde tuvo como profesores a Luigi Pareti, Luigi Pernier, Giacomo Devoto y Giorgio Pasquali. Su tesis de graduación se refería a los vestigios del territorio de la antigua Luni (actual Ortonovo), con especial atención a la topografía etrusca. Durante los siguientes estudios de especialización compiló un estudio sobre el Culto dei morti nella Roma antichissima.
En 1927 comenzó su colaboración con la revista Studi etruschi, de la que se convirtió en directora en 1965.
En los años 30 trabajó en la Biblioteca Apostólica Vaticana en la sección de manuscritos griegos, publicando obras de filología medieval y humanística. En el mismo período comenzó a colaborar con la Enciclopedia Treccani para la cual compiló entradas sobre la topografía etrusca, la historia de las religiones y la antigüedad grecorromana.
En el período comprendido entre 1930 y 1940 participó en las campañas de excavación de verano de la Misión Arqueológica Italiana en Creta, dirigidas por Luigi Pernier, en los yacimientos de Festo y Hagia Triada. En esta ocasión se encargó de la reorganización de los materiales de las excavaciones anteriores y de la publicación de los inéditos.
Durante la Segunda Guerra Mundial fue asistente de Raffaele Pettazzoni en la cátedra de Historia de las Religiones de la Universidad de Roma La Sapienza y editora del Bollettino d'arte. Además, continuando la colaboración para la redacción de las entradas de la Enciclopedia Italiana menor, es testaferro de Mario Segre y de otros colaboradores fascistas o judíos, para que puedan seguir participando en el proyecto.
En 1947 se convirtió en miembro correspondiente de la Academia Pontificia de Arqueología. De 1948 a 1953, tras obtener la cátedra ordinaria de arqueología, enseñó en la Universidad de Pavía, y luego se trasladó a Florencia, con la cátedra de etruscología y arqueología hasta 1964, cuando se retiró por jubilación.
En 1960 publicó el libro Il mondo degli Etruschi, traducido a varios idiomas.
Después de dejar la enseñanza, sus estudios se centraron en la villa cretense de Hagia Triada y en la reconstrucción de los informes de excavación de Federico Halbherr y Enrico Stefani. Cuando el material estaba casi listo para su publicación, sufrió considerables daños tras la inundación de la casa florentina de Luisa Banti en 1966.
Pasó sus últimos años en la Academia Americana en Roma estudiando la villa cretense de Hagia Triada.

## Archivo
Los trabajos de Luisa Banti, realizados en el curso de su actividad como arqueóloga y profesora, se conservan en la Universidad de Florencia, Facultad de Literatura y Filosofía, Departamento de Ciencias de la Antigüedad “Giorgio Pasquali”. Provenían de la Universidad de Florencia, donde Banti había ocupado la cátedra de etruscología y arqueología hasta 1964, en una fecha aún no determinada. El material, gravemente dañado por la inundación de 1966, perdió casi por completo su orden original y fue objeto de una reorganización en 2002.

## Obras
- Culto dei morti nella Roma antichissima, Studi italiani di filologia classica, n.s., VII, 1929
- Luni, 1937.
- I culti minoici e greci di Haghia Triada (Creta), 1941.
- Il palazzo minoico di Festo, 1951.
- Problemi della pittura arcaica etrusca: la tomba dei Tori a Tarquinia, in Studi etruschi, vol. XXIV, 1955-1956.
- Il mondo degli Etruschi, 1960
- F. Halbherr, E. Stefani, L. Banti, Haghia Triada nel periodo tardo palaziale, in Annuario della Scuola archeologica italiana di Atene, LV [1977], pp. 13 ss.